# Freie-Partie-Weltmeisterschaft 1969

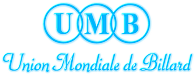
Logo UIFAB (ausrichtender Verband)

Veranstaltungsort: Linz

Die Freie-Partie-Weltmeisterschaft 1969 war die 17. und letzte UMB-Weltmeisterschaft in der Freien Partie. Das Turnier fand vom 20. zum 23. November in Linz in Österreich statt.

## Geschichte
Schon vor dem ersten Stoß dieser Weltmeisterschaft sprachen sich einige Funktionäre dafür aus die Freie Partie aus dem  Programm der Weltmeisterschaften zu nehmen. So ist es dann auch später gekommen. Da bei der damaligen Stärke der Spitzenspieler eigentlich jeder in der Lage war eine Partie in einer Aufnahme zu beenden war der Sieg auch mit sehr viel Glück zu erreichen. Trotz allem war die Weltmeisterschaft in Linz ein großer Erfolg. Es gab Übertragungen im österreichischen Fernsehen und das Zuschauerinteresse war mit bis zu 600 täglich sehr groß.
Vor Turnierbeginn gab es keinen eindeutigen Favoriten. Mehrere Akteure, an der Spitze Raymond Ceulemans, der Titelverteidiger José Gálvez, der Europameister Henk Scholte und Jean Marty wurden hauptsächlich bei Experten als Sieger gehandelt. So kam es auch das kein Spieler ungeschlagen das Turnier beenden konnte. Nach Niederlagen gegen Klaus Hose im zweiten Spiel und Franz Stenzel im vierten Spiel rechnete mit Ceulemans als Sieger so recht keiner mehr. Doch mit überzeugenden Siegen gegen die Mitfavoriten Marty, Galvez und Scholte gewann er die restlichen Partien und wurde punktgleich mit drei anderen Akteuren durch den besten GD von 178,42, was auch neuer Weltrekord bedeutete, erstmals und damit auch zum letzten Mal Weltmeister in der Freien Partie. Auch der Turnierdurchschnitt von 81,60 wurde noch nie erreicht.

## Turniermodus
Es wurde mit neun Teilnehmern Round Robin Modus gespielt. Die Stichpartie wurde nicht mehr ausgetragen. Bei Punktegleichheit zählte der bessere Generaldurchschnitt (GD). Prolongierte Serien wurden nicht mehr gewertet. Bei Punktegleichstand wird in folgender Reihenfolge gewertet:
1. MP = Matchpunkte
2. GD = Generaldurchschnitt
3. HS = Höchstserie

## Abschlusstabelle
| MP    | Match Points (Sieger = 2; Unentschieden = 1; Verlierer = 0) |
| Pkte. | Erzielte Karambolagen                                       |
| Aufn. | Benötigte Versuche                                          |
| GD    | Generaldurchschnitt                                         |
| BED   | Bester Einzeldurchschnitt eines Spielers                    |
| HS    | Höchstserie                                                 |
|       | Bester GD des Turniers                                      |
|       | Bester ED des Turniers                                      |
|       | Beste HS des Turniers                                       |
|       | 1. Platz (Gold)                                             |
|       | 2. Platz (Silber)                                           |
|       | 3. Platz (Bronze)                                           |

| Platz                      | Name                 | MP   | Pkte. | Aufn. | GD     | BED    | HS  |
| -------------------------- | -------------------- | ---- | ----- | ----- | ------ | ------ | --- |
| 1                          | Raymond Ceulemans    | 12:4 | 3398  | 19    | 178,42 | 500,00 | 500 |
| 2                          | Jean Marty           | 12:4 | 3418  | 25    | 136,72 | 500,00 | 500 |
| 3                          | José Gálvez          | 12:4 | 3206  | 27    | 118,74 | 250,00 | 499 |
| 4                          | Osvaldo Berardi      | 12:4 | 3137  | 34    | 92,26  | 250,00 | 475 |
| 5                          | Henk Scholte         | 7:9  | 2842  | 18    | 157,88 | 500,00 | 500 |
| 6                          | Franz Stenzel        | 7:9  | 2079  | 41    | 50,70  | 250,00 | 499 |
| 7                          | Klaus Hose           | 6:10 | 2425  | 29    | 83,62  | 250,00 | 457 |
| 8                          | Heinrich Weingartner | 4:12 | 1773  | 34    | 52,14  | 62,50  | 264 |
| 9                          | Masanori Matsuzaki   | 0:16 | 735   | 55    | 13,36  | –      | 143 |
| Turnierdurchschnitt: 81,60 |                      |      |       |       |        |        |     |